# Chanat-la-Mouteyre

Chanat-la-Mouteyre este o comună în departamentul Puy-de-Dôme, Franța. În 1 ianuarie 2022 avea o populație de 949 de locuitori.